# Campbellmeerkat
De campbellmeerkat (Cercopithecus campbelli) is een soort van het geslacht echte meerkatten (Cercopithecus). De soort komt voor in Ivoorkust, Gambia, Ghana, Guinea, Guinee-Bissau, Liberia, Senegal, en Sierra Leone.
Studies in 2009 stelden vast dat deze dieren zijn in staat te communiceren met een ver ontwikkelde taal, die zelfs enige vormen van grammatica bevat.